# Турнір Франції
Турнір Франції — тенісний турнір, що відбувався на стадіоні Ролан Гаррос у період нацистської окупації Франції. На момент проведення ці турніри вважалися продовженням відкритого чемпіонату Франції, проте після завершення Другої світової війни та визволення Франції турніри, що відбувалися у період окупації, припинили визнавати офіційними змаганнями. Федерація тенісу Франції стверджує, що у період 1941–45 років турнір було скасовано. Назва «Турнір Франції» цим змаганням було присвоєно заднім числом.

## Фінали чоловічих турнірів в одиночному розряді
| Рік      | Чемпіон | Чемпіон         | Фіналіст | Фіналіст        | Рахунок            |
| -------- | ------- | --------------- | -------- | --------------- | ------------------ |
| 1941 рік | Франція | Бернар Дестремо | Франція  | Робер Рамійон   | 6–4, 2–6, 6–3, 6–4 |
| 1942 рік | Франція | Бернар Дестремо | Франція  | Марсель Бернар  |                    |
| 1943 рік | Франція | Івон Петра      | Франція  | Анрі Коше       |                    |
| 1944 рік | Франція | Івон Петра      | Франція  | Анрі Коше       |                    |
| 1945 рік | Франція | Івон Петра      | Франція  | Бернар Дестремо | 7–5, 6–4, 6–2      |

## Фінали жіночих турнірів в одиночному розряді
| Рік      | Чемпіонка  | Чемпіонка     | Фіналістка | Фіналістка      | Рахунок  |
| -------- | ---------- | ------------- | ---------- | --------------- | -------- |
| 1941 рік | Люксембург | Еліс Вейверс  | Франція    | Анн-Марі Сегерс | 6–3, 6–0 |
| 1942 рік | Люксембург | Еліс Вейверс  | Швейцарія  | Лолетт Пайо     | 6–4, 6–4 |
| 1943 рік | Франція    | Симона Лафарг | Люксембург | Еліс Вейверс    | 6–1, 7–5 |
| 1944 рік | Франція    | Раймонд Вебер | Франція    | Жаклін Патроні  | 6–4, 9–7 |
| 1945 рік | Швейцарія  | Лолетт Пайо   | Франція    | Симона Лафарг   | 6–3, 6–4 |